# Svenska cupen i fotboll för damer 2010
Svenska cupen i fotboll 2010 spelades den till 31 oktober 2010. Cupen vanns av KIF Örebro som slog Djurgårdens IF i finalen.

## Omgångar

### Omgång 3 (Sextondelsfinaler)
32 lag återstår i turneringen. I denna omgång gick lagen från Damallsvenskan in i turneringen.
Preliminärt speldatum: 5 maj

### Omgång 4 (Åttondelsfinaler)
16 lag återstår i turneringen. Preliminärt speldatum: 13 maj.

### Kvartsfinaler
8 lag återstår i turneringen. Preliminärt speldatum: 9 juni.

### Semifinaler
Semifinaldatum är preliminärt 7 augusti. Reservdatum för eventuellt UEFA Womens Champions League-deltagande lag är 30 juni.
4 lag återstår i turneringen.
Helt fri lottning.

### Final
Finaldatum var preliminärt 30 oktober. Slutliga datumet blev 31 oktober. Matchen sändes på TV4 Sport.
|       | 31 oktober 2010 | Djurgårdens IF | 1–4           | KIF Örebro                                   | Kristinebergs IP, Stockholm         |                                     |
| 17.00 | 17.00           | Lundh 26′      | (1–3) Rapport | Valkonen 19′ Hammarström 29′ Ekebom 41′, 68′ | Publik: 561 Domare: Jenny Palmqvist | Publik: 561 Domare: Jenny Palmqvist |
| 17.00 | 17.00           |                |               |                                              | Publik: 561 Domare: Jenny Palmqvist | Publik: 561 Domare: Jenny Palmqvist |
| 17.00 | 17.00           |                |               |                                              | Publik: 561 Domare: Jenny Palmqvist | Publik: 561 Domare: Jenny Palmqvist |